# Patrick Hillery

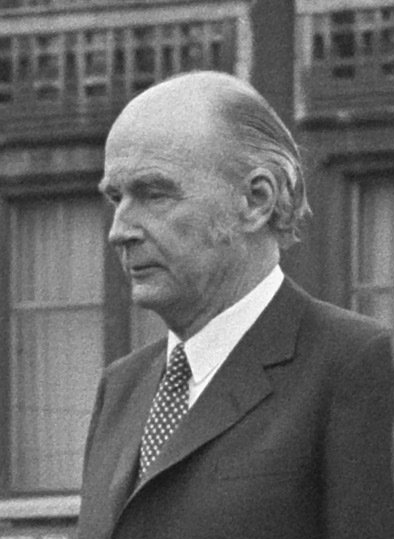
Patrick Hillery (1986)

Patrick John Hillery (irisch: Pádraig Seán Ó hIrighile, * 2. Mai 1923 in Spanish Point bei Milltown Malbay, County Clare; † 12. April 2008 in Dublin) war ein irischer Politiker und von 1976 bis 1990 der sechste Präsident von Irland (irisch: Uachtarán na hÉireann).

## Biografie
„Paddy“ Hillery studierte Medizin und war danach, wie zuvor sein Vater, Arzt in seinem Heimatort. Gleichzeitig engagierte er sich politisch in der konservativen Partei Fianna Fáil. 1951 wurde er gemeinsam mit Éamon de Valera als Teachta Dála gewählt und vertrat in den folgenden 20 Jahren das County Clare im Dáil Éireann. In dieser Zeit war er von 1959 bis 1965 Bildungsminister, von 1965 bis 1969 Minister für Industrie und Handel (gleichzeitig ab 1966 Arbeitsminister) und von 1969 bis 1973 Außenminister Irlands.
Hillery war einer der Verhandlungsführer in den Vorbereitungen zu Irlands Beitritt zur Europäischen Wirtschaftsgemeinschaft und wurde 1973 erster irischer Kommissar der EWG, zuständig für Arbeit und Soziales. Nach dem überraschenden Rücktritt des irischen Präsidenten Cearbhall Ó Dálaigh wurde Hillery 1976 zu dessen Nachfolger ernannt.
Hillery amtierte bis zum Antritt seiner Nachfolgerin 1990 zwei volle Legislaturperioden als Präsident Irlands. 2002 setzte sich der im Ruhestand befindliche Politiker für das Referendum zum Vertrag von Nizza ein.
Patrick Hillery verstarb nach kurzer schwerer Krankheit.

## Ehrungen
- 1986: Collane des Verdienstordens der Italienischen Republik
- 1989: Collane des Päpstlichen Piusordens[2]